# Ramón Morales
Ramón Morales Higuera (La Piedad, 10 ottobre 1975) è un allenatore di calcio ed ex calciatore messicano, di ruolo centrocampista.
Ha un fratello minore, Carlos Morales, anch'egli calciatore nel suo stesso ruolo.

## Carriera

### Club
Morales debutta nella Primera División messicana nel 1995, nei Rayados de Monterrey in uno 0-0 contro gli UAG Tecos. Ramon diventa poi una figura importante della squadra composta da soli calciatori messicani, il Chivas de Guadalajara, di cui diventa capitano, dal 27 dicembre 2006. Nella stagione 2010-2011 passa ai UAG Tecos, con cui conclude la carriera agonistica.

### Nazionale
Debutta il 12 luglio 2001, contro il Brasile. Morales gioca i Mondiali 2002 e 2006, e la FIFA Confederations Cup 2005, oltre alla Copa América 2007.

## Palmarès

### Club
- Campionato messicano: 1

Chivas: Apertura 2006